# Stefan Olszowski
Stefan Michał Olszowski (ur. 28 sierpnia 1931 w Toruniu, zm. 19 grudnia 2023) – polski polityk, działacz komunistyczny, w latach 1970–1980 oraz 1981–1985 członek Biura Politycznego KC PZPR, w latach 1971–1976 i ponownie w latach 1982–1985 minister spraw zagranicznych. Poseł na Sejm PRL V, VI i VII kadencji.

## Życiorys

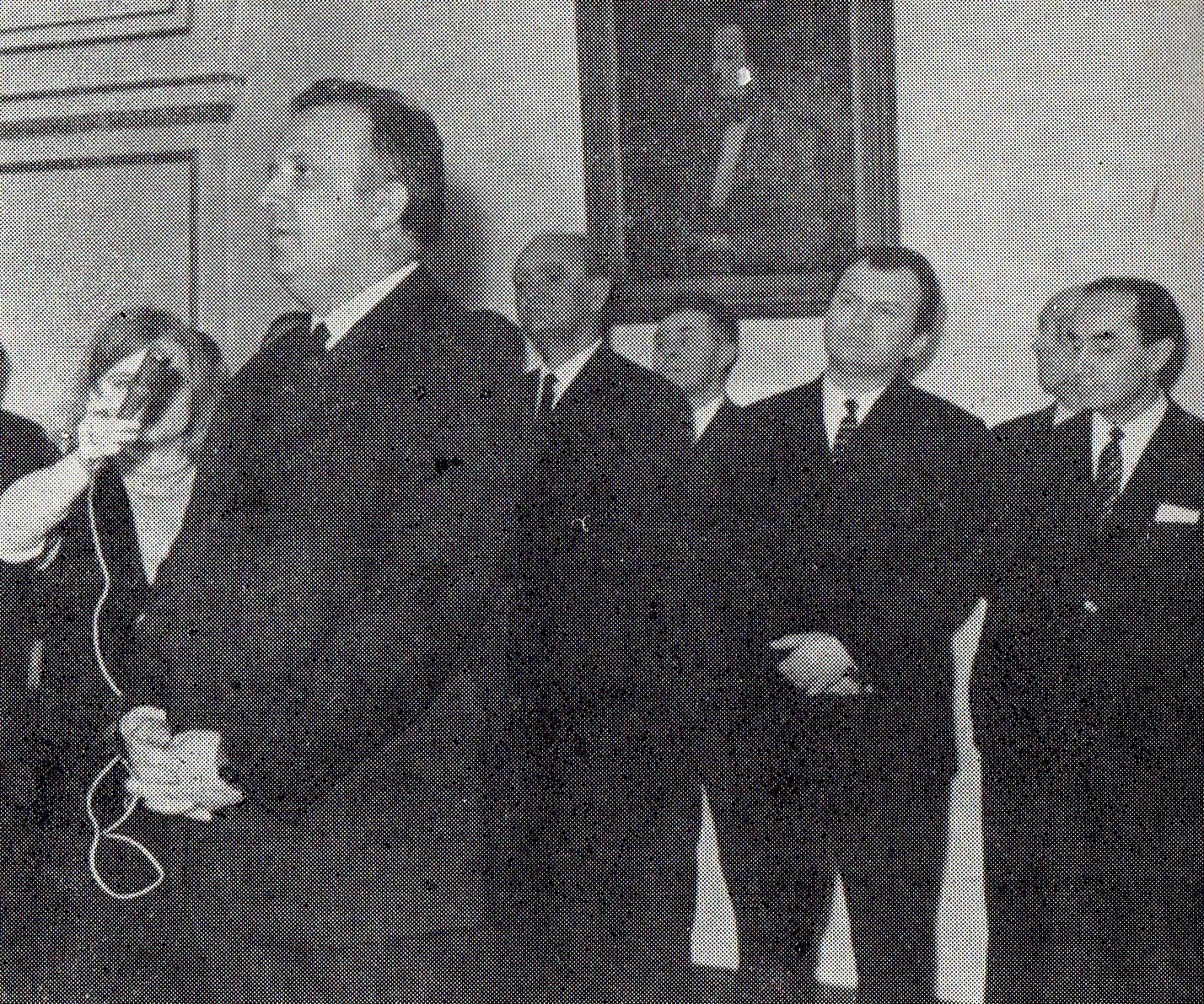
Przemówienie podczas 25-lecia „Głosu Wielkopolskiego”, Poznań (1970)

Syn Leokadii i Stefana. Pochodził z rodziny nauczycielskiej. Studiował filologię polską na Uniwersytecie Łódzkim. W 1952 został członkiem Polskiej Zjednoczonej Partii Robotniczej. W latach 1953–1956 był działaczem Związku Młodzieży Polskiej, należał również do Zrzeszenia Studentów Polskich. W 1956 reprezentował Zrzeszenie Studentów Polskich w Międzynarodowym Związku Studentów w Pradze, natomiast w latach 1956–1960 był przewodniczącym Rady Naczelnej Zrzeszenia Studentów Polskich. W marcu 1960 został sekretarzem Komitetu Wojewódzkiego Polskiej Zjednoczonej Partii Robotniczej w Poznaniu. Trzy lata później przeszedł na stanowisko kierownika Biura Prasy Komitetu Centralnego, w ramach tej posady współpracował m.in. z Mieczysławem Moczarem. Od czerwca 1964 był członkiem, a od listopada 1968 sekretarzem Komitetu Centralnego (do grudnia 1971). W grudniu 1970 wszedł w skład Biura Politycznego Komitetu Centralnego. Od grudnia 1970 do grudnia 1971 jako członek kierownictwa Polskiej Zjednoczonej Partii Robotniczej odpowiadał między innymi za oświatę.
Dwukrotnie pełnił funkcję ministra spraw zagranicznych – w latach 1971–1976 i 1982–1985. W grudniu 1976 powrócił na stanowisko sekretarza Komitetu Centralnego. W lutym 1980 utracił funkcje we władzach partyjnych za krytykę polityki Edwarda Gierka i został wysłany na placówkę dyplomatyczną do Niemiec Wschodnich (jako ambasador). W sierpniu 1980 ponownie wszedł w skład Biura Politycznego Komitetu Centralnego i został jego sekretarzem. Od lipca 1982 do listopada 1985 minister spraw zagranicznych. Opowiadał się za twardym kursem wobec Niezależnego Samorządnego Związku Zawodowego „Solidarność”.
W latach 1981–1983 zasiadał w prezydium Ogólnopolskiego Komitetu Frontu Jedności Narodu. Członkiem Biura Politycznego Komitetu Centralnego był do listopada 1985, członkiem Komitetu Centralnego do lipca 1986. W 1983 wybrany w skład prezydium Krajowej Rady Towarzystwa Przyjaźni Polsko-Radzieckiej. Koniec kariery politycznej Stefana Olszowskiego wiąże się z końcem wpływów byłego szefa wywiadu i szefa MSW Mirosława Milewskiego, który w 1985 nagle został pozbawiony wszystkich stanowisk.
W 1986 wyjechał na stałe do Stanów Zjednoczonych w okresie prezydentury Ronalda Reagana, wkrótce uzyskał zieloną kartę i przez wiele lat rząd Stanów Zjednoczonych zapewniał mu ochronę. Zamieszkał w Nowym Jorku. W 2007 razem z żoną Zofią i synem Mikołajem przeprowadził się do Eastport na Long Island. W 2008 została wydana książka autorstwa Andrzeja Mrozińskiego i Bogdana Rupińskiego pt. How are you doing Mr Olszowski, w której po raz pierwszy opowiedział o swoim życiu, pracy i wyjeździe do Stanów Zjednoczonych.
Był ostatnim żyjącym ministrem spraw zagranicznych PRL. Zmarł 19 grudnia 2023 w wieku 92 lat. Został pochowany na Cmentarzu Wojskowym na Powązkach.

## Odznaczenia i wyróżnienia
- Order Sztandaru Pracy I klasy
- Order Sztandaru Pracy II klasy
- Krzyż Oficerski Orderu Odrodzenia Polski
- Złoty Krzyż Zasługi
- Srebrny Krzyż Zasługi (1956)[6]
- Medal 30-lecia Polski Ludowej (1974)[7]
- Złoty Medal „Za zasługi dla obronności kraju” (1973)[8]
- Odznaka Honorowa Gryfa Pomorskiego (1970)[9]
- Odznaka 20-lecia Zrzeszenia Studentów Polskich (1970)[10]
- Krzyż Wielki Orderu Infanta Henryka (Portugalia)
- Order Czerwonego Sztandaru Pracy (Mongolia, 1975)[11]
- Medal 90-lecia urodzin Georgi Dymitrowa (Bułgaria, 1972)[12]
- Medal 100. Rocznicy Urodzin Georgi Dymitrowa (Bułgaria, 1983)[13]
- Medal 50-lecia Komunistycznej Partii Czechosłowacji (Czechosłowacja, 1971)[14]
- Medal 30-lecia wyzwolenia Czechosłowacji przez Armię Radziecką (Czechosłowacja, 1975)[15]
- Medal jubileuszowy „W upamiętnieniu 100-lecia urodzin Władimira Iljicza Lenina” (Związek Radziecki, 1969)[16]
- Medal jubileuszowy „Trzydziestolecia zwycięstwa w Wielkiej Wojnie Ojczyźnianej 1941–1945” (Związek Radziecki, 1975)[17]
- Medal jubileuszowy „Czterdziestolecia zwycięstwa w Wielkiej Wojnie Ojczyźnianej 1941–1945” (Związek Radziecki, 1985)[18]
- Tytuł honorowego członka Akademickiego Związku Sportowego (1969)[19]